# L'Illa Perduda

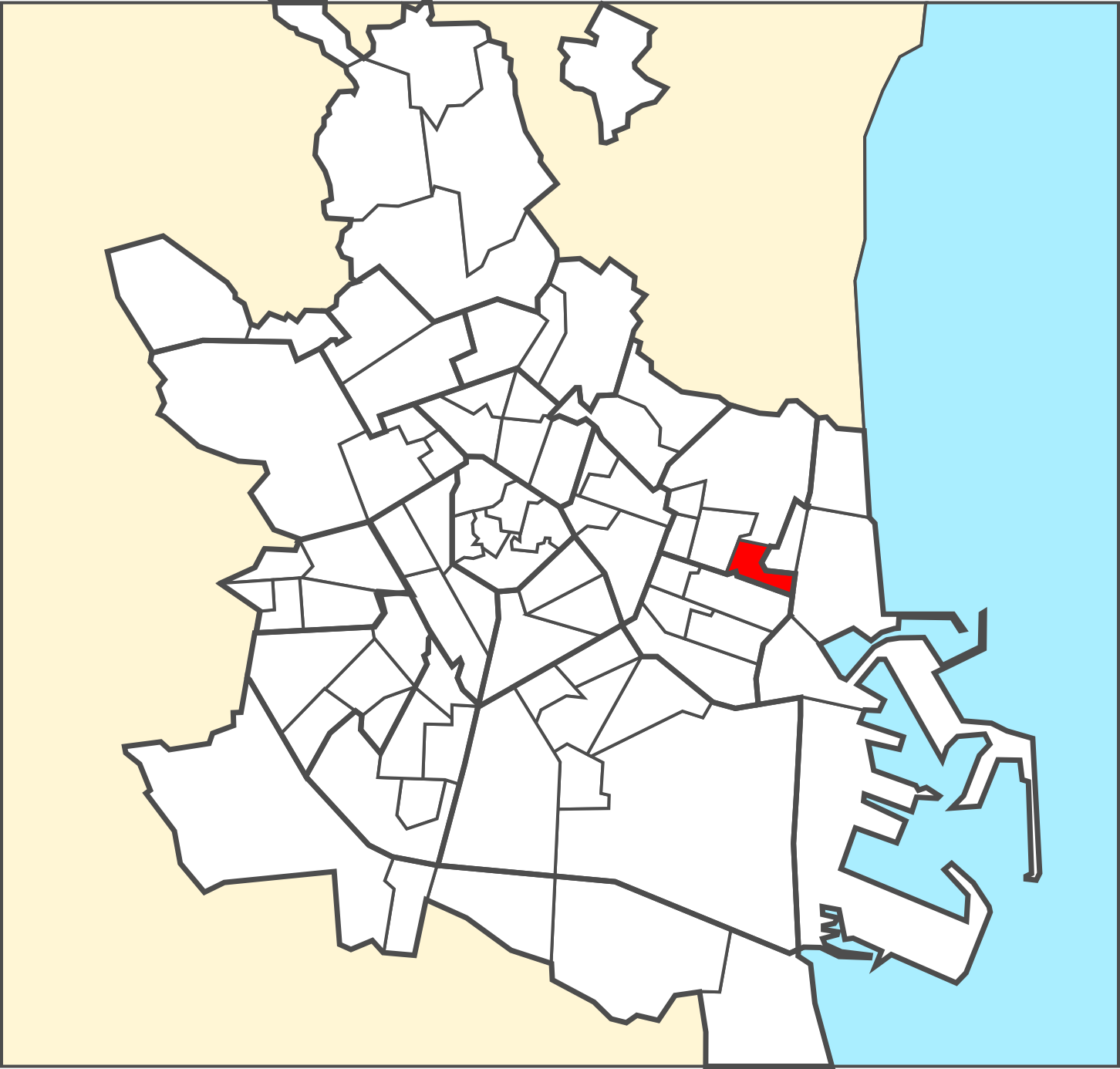
Barrio de L'Illa Perduda en València.

L'Illa Perduda (en español La Isla Perdida) es un barrio de la ciudad de Valencia (España), perteneciente al distrito de Algirós. Está situado al este de la ciudad y limita al norte con La Carrasca y Beteró, al este con Cabañal-Cañamelar, al sur con Ayora y al oeste con Ciutat Jardí. Su población en 2022 era de 8.474 habitantes.
En la actualidad cuenta con 12 jardines con sus respectivos parques infantiles; dos centros de salud, un ambulatorio; el Centre Municipal Juvenil d'Algirós, situado en la calle Campoamor y gestionado por el Ayuntamiento de Valencia y se encuentra comunicado mediante la EMT y MetroValencia. Además, cuenta con tres colegios públicos (CEIP Profesor Santiago Grisolia, CEIP Serrería, CEIP San Pedro) y dos institutos (el IES Sorolla y el IES Serpis).

## Historia
La urbanización y destrucción de la huerta comenzó en 1928 con la creación del barrio L'Amistat, pero sobre todo cuando se emprendió el proyecto del paseo de Valencia al Mar. 
La construcción, con viviendas de realojo, venía dada por el intento de erradicar el chabolismo y acoger a damnificados de la Gran riada de Valencia del 57; aunque también por comenzar a invadir las parcelas de un área que enlazaría la ciudad con los poblados marítimos a través del proverbial paseo de Valencia al Mar. El nombre viene de que, cuando se inauguraron en 1962, estaban aislados en medio de la huerta de Algirós. 
En 1989 se construyó el Col·legi Públic Municipal Professor Santiago Grisolía, propiedad del Ayuntamiento de Valencia, siendo así el primer equipamiento educativo del barrio. Al principio el colegio se llamaba el Colegio l'Alguer de Cerdeña, pero por motivos políticos le cambiaron el nombre y pusieron el del bioquímico valenciano Santiago Grisolía.
Hacia finales de los 80 se construyeron nuevas fincas de viviendas alrededor de los primeros bloques de casas originales. 
La importancia de l'Illa Perduda reside en el simbolismo y el testimonio de una Valencia entre campos. Fue un primer gran boquete en la huerta que pronto comenzaría a perder su identidad insular cuando le brotaron fincas alrededor. Hoy, encajada entre la avenida Blasco Ibáñez, calle Crevillent y calle Alguer, no se diferencia de sus edificios colindantes por ninguna traza. Gracias al empeño de la Asociación de Vecinos de la zona el barrio ha conseguido perder el apellido de 'Perduda' y ha pasado a denominarse finalmente 'L'Illa', pues como reivindican los vecinos del lugar, el barrio debe denominarse por lo que son hoy, no por lo que fueron en 1970.
Según los datos registrados, se trata de uno de los nuevos barrios que más y mejor ha crecido y evolucionado en las últimas décadas. En la actualidad, se pueden encontrar más de veinte viviendas a la venta en este barrio.

## Transportes
Dispone de la estación de MetroValencia Ayora, a la cual se accede con las líneas 5 y 7; dispone también de las líneas de EMT Valencia 81 y 31, y la línea de verano número 21.